# Српско пјевачко друштвo „Слога”
Српско пјевачко друштвo „Слога” Сарајево је најстарије пјевачко друштво у Сарајеву и једно од најстаријих српских пјевачких друштава на територији Босне и Херцеговине. Основано је 1888. године, за вријеме Аустроугарске окупације. Друштво је функционисало до успостављања комунистичке власти када му се по завршетку Другог свјетског рата, 1946. године, забрањује рад и одузимају некретнине. Слога је од тада до пада Југославије функционисала као црквени хор.

## Музички живот Срба у БиХ
Музички живот у 19. и почетком 20. вијека у Босни и Херцеговини био је сродан музичком животу у србијанским и војвођанским градовима. Музичка дјелатност се сводила на рад певачких друштава као покретача и стожера културе, затим био је примјетан рад чешких музичара који су радили као диригенти, наставници музике, композитори, па и извођачи на појединим инструментима, и на повремено учествовање солиста и оркестара на бесједама певачких дружина. Пошто су овај простор насељавали разни народи, сваки од пјеввачких друштава ја имао национални призвук на приредбама које је организовао. Музицирање Срба је било усмјерено ка очувању сопствене националне културе.
Поводи за оснивање српских пјевачких друштава, носилаца културних стремљења градова, били су национални и просветитељски. Пјевачка друштва су учествовала у богослужењу, славила празнике, нарочито дан Светог Саве, приређивала бесједе у част значајних догађаја из српске историје и књижевности, затим организовала посијела, излете и мајске саборе. На њиховом челу су се често смјењивали љубитељи музике, али и музички стручњаци, углавном чешког поријекла. Програм је био конципиран по угледу на војвођанске пјевачке дружине: извођена су дјела Мокрањца, Маринковића, Јенка и чешких музичара, особито оних који су бар једно вријеме провели у каквом босанском или херцеговачком мјесту. Пјевани су и хорови књижевника Алексе Шантића, који нису били непознати ни српским пјевачким друштвима ван простора Босне и Херцеговине. Готово је свако пјевачко друштво имало своју химну. На бесједама се, поред хорских дјела, могло чути и предавање, покоја рецитација, пјевање уз гусле, солистичко вокално или инструментално дјело, позоришни комад праћен музиком, па чак и оперета.

## Историјат друштва
Слога је, најстарије пјевачко друштво у Сарајеву, основана 1888. године, под именом Српско-православно црквено пјевачко друштво "Слога" у Сарајеву. Замисао за оснивање друштва је потекла из редова сарајевских Срба занатлија које су предводили Ристо Максимовић и прота Стијепо Трифковић, као и прота Ђорђе Петровић, који је био члан и утемељивач Слога. Настајање Слоге је, на прелазу из турске у аустроугарску окупацију, било тешко и од стране власти ометано. Покушај учитеља српске основне школе и Стеве Сарајчића с њима да створе српско пјевачко друштво је пропао и 1879. и 1882. године. Одобрење аустријских власти је требало чекати још шест година. Са вођством Глигорија Јефтановића, који је био на челу покрета босанско-херцеговачких Срба, који су се борили за црквено-школску аутономију, Слога добија углед који ће носити даље кроз историју. 1906. Слога мјења назив у Српско пјевачко друштво "Слога" у Сарајеву. Први познатији диригент био је Чех Фрањо Маћејовски, који је, заједно са супругом Маром, дошао у Сарајево 1900. године, са жељом да оснује музичку школу.
Значајан догађај у друштвеном животу Сарајева представљало је гостовање Пјевачког друштва аустријских жељезничких чиновика из Беча, одржано у јуну 1892. године. За овај, први по реду долазак једног бечког пјевачког друштва у главни град Босне и Херцеговине извршене су обимне припреме. Какав је значај придаван са званичне стране овом гостовању види се из констатације  "Сарајевског листа" да је са бечким друштвом дошло у Сарајево око десетина дописника разних бечких листова посебно за ову прилику. За Слогу била је ово прва прилика да се огледа спред таквим стручним аудиторијумом, какав су представљали чланови поменутог бечког пјевачког друштва.
Слога наставља активност након ослобођења и уједињења, а од 29. јануара 1919. године се нижу многобројни концерти на којима се певају дела Архангелског, Бетовена, Глинке, Маринковића, Чајковског, и Мокрањца. Слогом тада диригује Љубомир—Љубо Бајац, бивши ученик музичке школе Фрање Маћејовског, а тада већ наставник Обласне музичке школе у Сарајеву. 1928. године, на своју четрдесетогодишњицу, Слога постаје члан Југословенског пјевачког савеза у Београду и добија орден Светог Саве петог степена. 1921. доташњу хорску крсну славу Видовдан (који постаје државни празник)  замјењује слављене Светог Димитрија Солунског, које се сачувало до данас.
Врхунац својих успјеха Слога доживљава на познатом Духовном концерту у Београду, 1938. године. Наступајући у високој репрезентативној форми са богатим програмом, Слогу је врло високо и ласкаво оцјенила београдска публика и критика. Тадашња штампа јој уступа много простора.
Окупацијом Краљевине Југославије и почетком рата 1941. године, нацистичке власти и њемачки окупатор прогоне и на најсвирепије начине убијају Србе. Многи пјевачи су напустили Сарајево, многи су страдали у ратном вихору, а мала преостала група склонила се у крило Цркве и наставила да пјева, углавном духовне песме које су научили у претходном периоду.
По завршетку Другог свјетског рата, 1946. године власти нове, комунистичке Југославије, забрањују рад Српског пјевачког друштва Слога и одузимају му некретнине. Чланови Слоге који су преживјели нацистички терор се тада организују у црквени хор, јер је српско име било забрањено у оквиру културноуметничких друштава, и на тај начин настављају рад под именом Хор Саборне цркве у Сарајеву. Крајем 1947. године у Сарајево долази прота Милорад Ајвазовић. Школован у сарајевској Богословији и упоредо у Обласној музичкој школи на одсјеку за виолину, наставља рад са тада црквеним хором, води биљешке о сваком члану, прикупља нотни материјал и одржава континуитет Слоге, која се поново развија у окриљу Цркве.
Рад Слоге био је интензиван све до фебруара 1992. године и првих знакова рата у Босни и Херцеговини. Због болести, која ће га годину дана касније покосити, диригент Бранко Глумац напушта диригентско мјесто, а његов рад у ратном Сарајеву наставља његова сестра Бранка Бошњак, професор музике. Нови рат је донио нову голготу сарајевским Србима. Биле су то године када су сви православни храмови били затворени, осим Старе цркве на Башчаршији.

## Данас
Данас Слога има све више младих чланова, али је још увијек без ријешеног питања повратка одузете чувене Слогине зграде.
Када су власти бивше Југославије забраниле дјеловање Слоге, у њену зграду уселили су културноумјетничко друштво „Слободан Принцип Сељо”, а данашње власти Федерације Босне и Херцеговине и Кантона Сарајево су га преименовали у „Академски културни центар Универзитета у Сарајеву”. Данас хором диригује Стефан Мојсиловић – магистар црквене музике. Хор броји четрдесетак чланова, активно учествујућих на светим богослужењима у сарајевским и другим црквама широм цијеле дабробосанске митрополије, под духовном бригом митрополита дабробосанских. Поред пјевања у СПЦ, Слога његује богату концертну и такмичарску активност.
Током 2016. године по први пут је oрганизован Фестивал православне црквене музике "Дани Слоге". Фестивал је отворен 5. новембра концертом у Саборном храму Рођења Пресвете Богородице, на којем су, осим "Слоге", наступили и мушки хорови "Источник" из Бањалуке и "Сервикон." из Источног Сарајева, Мјешовити хор Филозофског факултета са Пала, те хор смјера за црквену музику и појање Музичке академије Универзитета у Источном Сарајеву. Фестивал је организован уз подршку Српског хуманитарног удружења "Добротвор" из Сарајева, Митрополије дабробосанске, и Министарства цивилних послова БиХ.
Од скорашњих наступа, треба истаћи онај из априла 2022. године, када је СПД "Слога" имала част да у храму Светог Саве на Врачару стане раме уз раме са неколико врхунских хорова из Србије и покаже своје умјетничке способности.